# Conte di Seafield
Conte di Seafield è un titolo della Parìa di Scozia creato nel 1701 per James Ogilvy, I conte di Seafield.

## Storia

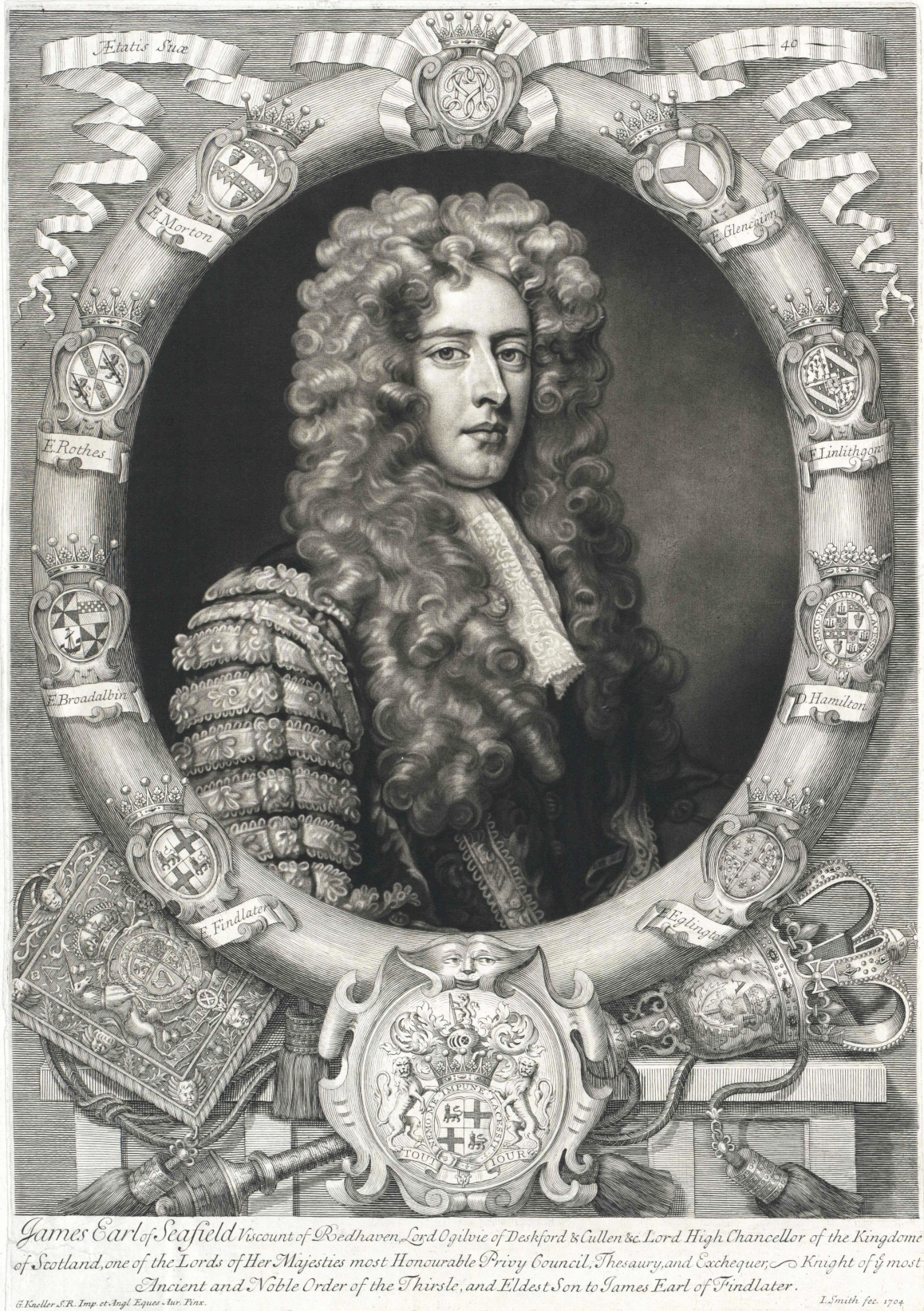
James Ogilvy, IV conte di Findlater e I conte di Seafield

La linea di famiglia del primo conte di Seafield del clan Ogilvy discende da sir Walter Ogilvy, il cui fratello sir John Ogilvy fu antenato dei conti di Airlie.
Nel 1616, un discendente del già citato sir Walter Ogilvy, avente il suo stesso nome, venne creato Lord Ogilvy di Deskford nella Parìa di Scozia. Suo figlio, il II lord, venne creato Conte di Findlater nella Parìa di Scozia nel 1638. Tre anni più tardi, nel 1641, lord Findlater ottenne la possibilità di trasmettere i titoli a sua figlia Elizabeth ed a suo marito sir Patrick Ogilvy. Alla sua morte nel 1653, il primo conte di Findlater venne succeduto da suo genero sir Patrick mentre Elizabeth ottenne il titolo di contessa di Findlater.
Alla fine del XVII secolo, James Ogilvy, figlio primogenito del terzo conte di Findlater, fu un importante uomo di stato inglese e prestò servizio come Segretario di Stato per la Scozia, presidente del parlamento scozzese e Lord High Commissioner to the General Assembly of the Church of Scotland, così come Lord Cancelliere di Scozia, Lord Chief Baron of the Court of the Exchequer in Scotland e pari rappresentativo. Nel 1698, tredici anni prima di succedere a suo padre, venne elevato alla parìa di Scozia col titolo di Lord Ogilvy di Cullen e Visconte di Seafield, con la possibilità in mancanza di eredi maschi di trasmetterlo a tutti i suoi eredi. Nel 1701 egli venne creato Lord Ogilvy di Deskford e Cullen, Visconte di Reidhaven e Conte di Seafield, sempre nella parìa di Scozia e con le medesime condizioni precedenti. Nel 1711 succedette a suo padre anche come conte di Findlater.
Le contee di Findlater e Seafield rimasero unite per i successivi cento anni. Ad ogni modo, alla morte del pronipote settimo e quarto conte rispettivamente, la signoria di Ogilvy e Deskford e la contea di Findlater si estinsero. La contea di Seafield ed i suoi titoli sussidiari vennero ereditati dal cugino di secondo grado dell'ultimo conte, sir Lewis Alexander Grant, IX baronetto, di Colquhoun (vedi Baronetto Colquhoun). Egli era nipote di lady Margaret Ogilvy, figlia del primo conte di Seafield. Alla sua ascesa alla contea, egli assunse anche il cognome di Ogilvy, divenendo Grant-Ogilvy.
Dopo la morte nel 1840 del V conte di Seafield, il suo fratello minore e successore, il VI conte, invertì l'ordine dei cognomi in Ogilvy-Grant. Nel 1858, il figlio di quest'ultimo, il settimo conte, venne creato anche Barone Strathspey, di Strathspey nelle contee di Inverness e Moray, nella Parìa del Regno Unito. La baronia si estinse con la morte del figlio di quest'ultimo, l'ottavo conte, nel 1884, mentre i titoli scozzesi passarono allo zio dell'ultimo conte, divenuto così il IX conte. La baronia di Strathspey venne ripristinata per lui alcuni mesi dopo che succedette al nipote.
Alla morte dell'XI conte di Seafield nel 1915, la baronettia e la baronia di Strathspey si separarono dalla contea dal momento che potevano essere ereditati unicamente dagli eredi maschi dell'ultimo detentore dei titoli e passarono quindi al fratello minore di questi, il quarto barone (vedi Barone Strathspey). La contea e gli altri titoli sussidiari, che potevano essere trasmessi anche alle donne, passarono all'unica figlia dell'ultimo conte, la XII contessa. Attualmente i titoli sono passati al figlio di questa, il XIII conte, che le è succeduto nel 1969.
La sede della famiglia è Cullen House, presso Cullen, Moray. Molti dei conti di Seafield si trovano sepolti nel loro mausoleo al Duthil Old Parish Church and Burial Ground, appena fuori dal villaggio di Duthil, nella contea di Inverness, oggi centro del Clan Grant. James Ogilvie-Grant, XI conte di Seafield, ucciso in guerra nel 1915, è sepolto invece al Cimitero militare di Lijssenthoek in Belgio.

## Lords Ogilvy di Deskford (1616)
- Walter Ogilvy, I lord Ogilvy di Deskford (m. 1626)
- James Ogilvy, II lord Ogilvy di Deskford (m. 1653) (creato Conte di Findlater nel 1638)

### Conti di Findlater (1638/1641) e Seafield (1701)
- James Ogilvy, I conte di Findlater (m. 1653)
- Patrick Ogilvy, II conte di Findlater (m. 1658)
- James Ogilvy, III conte di Findlater (m. 1711)
- James Ogilvy, IV conte di Findlater (1663–1730) (creato Conte di Seafield nel 1701)
- James Ogilvy, V conte di Findlater, II conte di Seafield (m. 1764)
- James Ogilvy, VI conte di Findlater, III conte di Seafield (m. 1770)
- James Ogilvy, VII conte di Findlater, IV conte di Seafield (1750–1811) (contea di Findlater quiescente)

### Conti di Seafield (1701)
- Lewis Alexander Grant-Ogilvy, V conte di Seafield (1767–1840)
- Francis William Ogilvy-Grant, VI conte di Seafield (1778–1853)
- John Charles Ogilvy-Grant, VII conte di Seafield (1815–1881)
- Ian Charles Ogilvy-Grant, VIII conte di Seafield (1851–1884)
- James Ogilvy-Grant, IX conte di Seafield (1817–1888)
- Francis Ogilvy-Grant, X conte di Seafield (1847–1888)
- James Ogilvie-Grant, XI conte di Seafield (1876–1915)
- Nina Studley-Herbert, XII contessa di Seafield (1906–1969)
- Ian Derek Francis Studley, XIII conte di Seafield[1][2] (n. 1939)

L'erede apparente è il figlio dell'attuale detentore del titolo, James Andrew Studley, visconte Reidhaven (n.1963).